# دانشگاه صنعتی نوشیروانی بابل
دانشگاه صنعتی نوشیروانی بابل  تنها دانشگاه صنعتی دولتی استان مازندران و شمال ایران است. این دانشگاه دارای شش دانشکده، ۲۰۰ عضو هیئت علمی و حدود ۸ هزار دانشجو می‌باشد که یک چهارم دانشجویان آن در مقطع  تحصیلات تکمیلی و بقیه دانشجویان در مقطع کارشناسی مشغول تحصیل می‌باشند.
دانشگاه صنعتی نوشیروانی بابل بر اساس جدید ترین رتبه بندی us news در سال 2022 به عنوان برترین دانشگاه کشور  نام گرفت.

## تاریخچه و معرفی دانشگاه

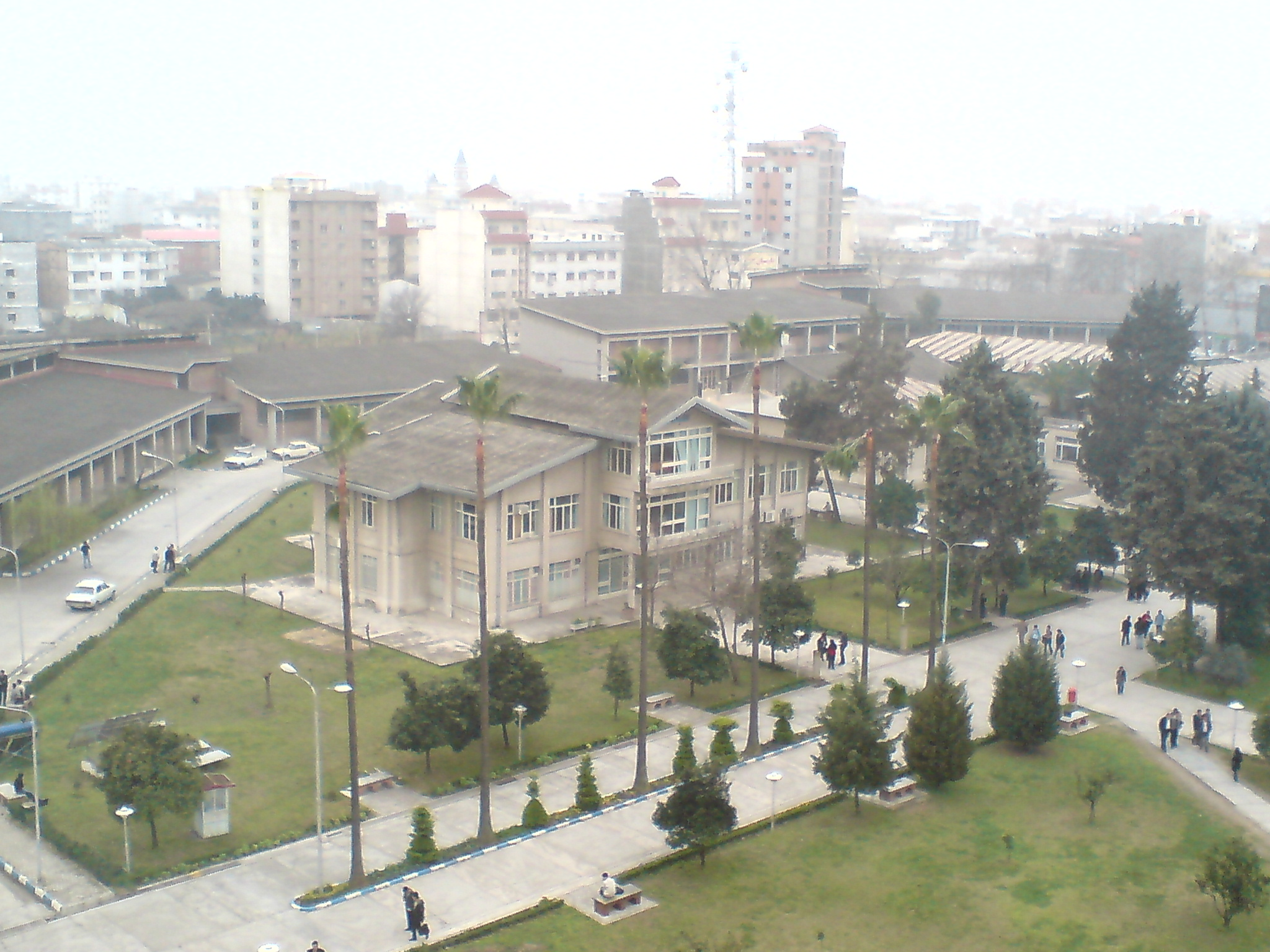
کتابخانهٔ دانشگاه

در سال ۱۳۴۸ توسط سید حسین فلاح نوشیروانی با اهداء شانزده هکتار زمین و یازده هزار متر مربع فضای آموزشی تأسیس شد و این مجموعه تحت نام دانشکده فنی نوشیروانی دانشگاه مازندران در سال ۱۳۵۲ اقدام به جذب دانشجو کرد. در سال ۱۳۷۱ دانشکده فنی و مهندسی نوشیروانی دانشگاه مازندران به عنوان تنها دانشکده فنی و مهندسی در استان مازندران در دوره‌های کارشناسی مهندسی عمران، برق، شیمی و مکانیک و در مقاطع کارشناسی ارشد و دکترا اقدام به پذیرش دانشجو نمود؛ و در سال ۱۳۸۴ به مجتمع آموزش عالی نوشیروانی تبدیل شد. این مجموعه از سال ۱۳۸۷ به عنوان یک دانشگاه صنعتی در شمال کشور شناخته می‌شود.

### فراز و نشیب‌های تثبیت دانشگاه
شورای گسترش و توسعه آموزش عالی در زمان تصدی محمدرضا عارف بر معاونت آموزشی وزارت فرهنگ و آموزش عالی، دستور داده بود توسعه دانشکده فنی و مهندسی در بابل متوقف و این دانشکده در مجموعه پردیس بابلسر واقع در باقر تنگه ادغام شود. به علاوه مقرر گردیده بود کل فضای دانشکده فنی بابل (محل فعلی دانشگاه صنعتی نوشیروانی بابل) به آموزش و پرورش تحویل داده شود. از این رو، سازمان مدیریت و برنامه‌ریزی کشور از تخصیص اعتبار توسعه‌ای و حتی نگهداری ابنیه و تاسیاست برای دانشکده در حال فعالیت بابل خودداری کرده و فقط حقوق و مزایای کارکنان و اعضای هیات علمی را می‌پرداخت. رئیس وقت دانشگاه، عبدالرضا شیخ‌الاسلامی بر اساس مصوبه هیات رئیسه و الزام قانونی دستور داده بود رشته مهندسی شیمی در اولین گام این جابجایی از بابل به دانشکده شیمی در بابلسر انتقال یابد. اما پس از آنکه در سال ۱۳۷۷ مصطفی معین وزیر وقت علوم سرپرستی دانشگاه مازندران را به سید خلاق میرنیا واگذار کرد، این تصمیم توسط مدیریت جدید دانشگاه مازندران برگردانده شده و دانشکده فنی بابل در جای خود تثبیت گردید. این مساله ناآرامی‌هایی در شهر بابلسر و نیز در دانشگاه مازندران پدید آورد. اما سرانجام با همکاری علی‌اکبر شهیری، رئیس وقت شورای شهر و موسس صندوق قرض‌الحسنه ولی‌عصر بابل، با تشکیل موسسه‌ توسعه دانشکده فنی بابل و موسسه مشارکت‌های مردمی دانشکده فنی و مهندسی بابل، فرایند توسعه دانشکده شکل گرفت. از جمله راه‌حل های ابتکاری شهیری برای جلب مشارکت‌های مردمی این بود که صندوق قرض‌الحسنه ولی‌عصر بابل به خیرینی که قصد کمک به توسعه دانشکده را داشتند رقم قابل توجهی وام می‌داد (که مستقیما به دانشگاه پرداخت می‌شد) و این خیرین قسط این وام‌ها را می‌پرداختند. در نهایت در سال ۱۳۷۹ ردیف اعتباری دانشکده فنی و مهندسی بابل دوباره گشوده شد و سهم دولت در توسعه دانشکده از سال ۱۳۷۹ پرداخت شد.

## رتبه علمی
دانشگاه صنعتی نوشیروانی بابل در رده‌بندی سال ۲۰۱۹ تایمز که از معتبرترین پایگاه‌های رتبه‌بندی دانشگاه‌های جهان است، در رتبه اول دانشگاه‌های ایران و در رده ۳۵۱–۴۰۰ دانشگاه‌های جهان قرار گرفت.
در رده‌بندی سال ۲۰۱۸ تایمز نیز این دانشگاه رتبه اول دانشگاه‌های ایران و رتبه ۳۰۱–۳۵۰؛ (۳۳۷) دانشگاه‌های جهان را کسب کرد.
در سال ۲۰۱۸ پایگاه رتبه‌بندی تایمز فهرست برترین دانشگاه‌های جوان دنیا با قدمتی کمتر از ۵۰ سال را منتشر نمود. دانشگاه صنعتی نوشیروانی بابل موفق به کسب برترین دانشگاه جوان کشور و همچنین کسب رتبه ۵۵ میان دانشگاه‌های جوان دنیا گردیده‌است. پس از این دانشگاه، دانشگاه صنعتی اصفهان و دانشگاه گیلان به ترتیب رتبه‌های ۱۵۰–۱۰۱ و ۲۵۰–۲۰۱ را کسب کرده‌اند.
در رتبه‌بندی موضوعی شانگهای در سال ۲۰۱۷ در رشته مهندسی مکانیک، دانشگاه صنعتی نوشیروانی بابل در رده ۱۵۰–۱۰۱ جهان و سوم ایران و بالاتر از دانشگاه‌هایی همچون تهران، صنعتی شریف، علم و صنعت و… قرار گرفت. همچنین در رشته مهندسی شیمی نیز این دانشگاه در رده ۳۰۰–۲۰۱ جهان و پنجم ایران و بالاتر از دانشگاه‌های علم و صنعت، صنعتی اصفهان و … قرار گرفت.
در رتبه‌بندی جهانی سال ۲۰۱۸ شانگهای ۱۳ دانشگاه از ایران در این رتبه‌بندی حضور یافتند که دانشگاه صنعتی نوشیروانی بابل به عنوان هفتمین دانشگاه ایران انتخاب شد.
این دانشگاه در رتبه‌بندی سال 2021 یو اس نیوز (U.S.News) رتبه 5 ایران را کسب کرد و بالاتر از دانشگاه صنعتی شریف ایستاد همچنین در شاخه مهندسی، رتبه 156 جهان و در رشته مهندسی شیمی نیز رتبه 175 را به دست آورد.
در جدیدترین رتبه‌بندی نظام سای ویژنز (آینده پژوهی علم) در سال ۲۰۱۷، دانشگاه صنعتی نوشیروانی بابل پس از دانشگاه تهران در رتبه دوم دانشگاه‌های ایران قرار گرفت. سای ویژنز (آینده پژوهی علم) یکی از نظام‌های رتبه‌بندی دانشگاه‌ها و مراکز علمی و تحقیقاتی دنیا بر اساس شاخص‌های پژوهش، فناوری، نوآوری و آموزش است.
دانشگاه صنعتی نوشیروانی بابل در رتبه‌بندی RUR در سال ۲۰۱۸ در رتبه ۶ ایران و ۵۰۶ جهان وبالاتر از دانشگاه‌های علم و صنعت و شهید بهشتی قرار گرفت.
همچنین بر اساس رتبه‌بندی NTU در سال ۲۰۱۸، این دانشگاه در رشته‌های فنی و مهندسی در رتبه ۱۴۰ جهان قرار گرفت.
دانشگاه صنعتی نوشیروانی بابل در سال ۲۰۱۶ در رتبه‌بندی SCImago (که بر اساس تعداد مقالات علمی موسسات تحقیقاتی دولتی و آموزش عالی کشورهای مختلف موجود در دیتابیس Scopus از انتشارات Elsevier بدست آمده‌است) در رتبه ۶۸۵ ایران و ۵۸۴ جهان و بالاتر از دانشگاه‌هایی همچون شهید بهشتی، دانشگاه تبریز، و خواجه نصیرالدین طوسی قرار داشت.
به گزارش پایگاه استنادی علوم جهان اسلام (ISC) در سال ۲۰۱۷، دانشگاه صنعتی نوشیروانی بابل در بین دانشگاه‌های صنعتی کشور دارای بیشترین مقالات یک درصد برتر اعلام شد. در این رتبه‌بندی دانشگاه‌های صنعتی اصفهان و صنعتی شریف رتبه‌های دوم و سوم را کسب کردند.
پایگاه طلایه داران علم تامسون رویترز (ISI) فهرستی از مؤثرترین دانشگاه‌های دنیا را هر دو ماه معرفی می‌کند که ۳۰ دانشگاه کشور در زمره یک درصد دانشگاه‌های برتر دنیا قرار گرفته‌اند که دانشگاه صنعتی بابل یکی از آن‌ها در ماه جون سال ۲۰۱۵ بود. در این رده‌بندی، دانشگاه صنعتی بابل در رتبه ششم در بین کلیه دانشگاه‌های صنعتی کشور قرار گرفت.
پایگاه استنادی علوم جهان اسلام (ISC) نیز تولیدات علمی دانشگاه‌های ایران در بازه زمانی ۲۰۱۲ الی ۲۰۱۴ را بررسی کرده و فهرستی از مؤثرترین دانشگاه‌های ایران در حوزه دیپلماسی علمی و فناوری (همکاری با سایر دانشگاه‌های جهان در زمینه تولید علم) را منتشر کرده‌است. در بین کلیه دانشگاه‌های صنعتی کشور، دانشگاه صنعتی بابل در رتبه سوم دیپلماسی علمی و پس از دانشگاه‌های صنعتی اصفهان و صنعتی شریف قرار گرفت.
پایگاه استنادی علوم جهان اسلام (ISC) فهرست رتبه‌بندی دانشگاه‌ها و موسسات پژوهشی ایران در سال ۱۳۹۴–۹۵ را منتشر کرد که در آن دانشگاه صنعتی نوشیروانی بابل پس از دانشگاه‌های صنعتی شریف، صنعتی امیرکبیر، علم و صنعت ایران، صنعتی اصفهان و خواجه نصیر الدین طوسی، رتبه ششم در بین دانشگاه‌های صنعتی کشور را کسب کرد.

## ریاست دانشگاه
| وضیعت مؤسسه                           | رئیس                    | سال مسئولیت | محل اخذ دکترا                                   |
| ------------------------------------- | ----------------------- | ----------- | ----------------------------------------------- |
| مدرسه عالی تربیت دبیر فنی             | -                       | ۱۳۵۲–۱۳۶۰   | -                                               |
| مدرسه عالی تربیت دبیر فنی             | مفید گرجی بندپی         | ۱۳۶۰–۱۳۶۲   | دانشگاه ولز، انگلستان                           |
| مدرسه عالی تربیت دبیر فنی             | محسن مجیدی              | ۱۳۶۲–۱۳۶۴   | معاون اداری و مالی دانشگاه علوم و فنون مازندران |
| مدرسه عالی تربیت دبیر فنی             | علی فرهادی              | ۱۳۶۴        | استادیار بازنشسته دانشگاه خوارزمی               |
| دانشکده فنی و مهندسی دانشگاه مازندران | عبدالحسین طحانی         | ۱۳۶۴–۱۳۶۹   | دانشگاه رنسلیر (RPI) - آمریکا                   |
| دانشکده فنی و مهندسی دانشگاه مازندران | جواد برنجیان            | ۱۳۶۹–۱۳۷۵   | دانشگاه لیدز، انگلستان                          |
| دانشکده فنی و مهندسی دانشگاه مازندران | حسین محمدی دوستدار      | ۱۳۷۵–۱۳۷۷   | دانشگاه آتاوا - کانادا                          |
| دانشکده فنی و مهندسی دانشگاه مازندران | محمد بخشی جویباری       | ۱۳۷۷–۱۳۷۹   | دانشگاه بیرمنگام، انگلستان                      |
| دانشکده فنی و مهندسی دانشگاه مازندران | جواد واثقی امیری        | ۱۳۷۹–۱۳۸۴   | دانشگاه تربیت مدرس                              |
| مجتمع آموزش عالی                      | عسگر جانعلی زاده چوبستی | ۱۳۸۴–۱۳۸۶   | دانشگاه منچستر، انگلستان                        |
| مجتمع آموزش عالی                      | قاسم نجف پور درزی       | ۱۳۸۶–۱۳۸۷   | دانشگاه آرکانزاس، آمریکا                        |
| دانشگاه صنعتی                         | شکراله شکری کجوری       | ۱۳۸۷–۱۳۸۸   | دانشگاه باث، انگلستان                           |
| دانشگاه صنعتی                         | عسگر جانعلی زاده چوبستی | ۱۳۸۸–۱۳۹۲   | دانشگاه منچستر، انگلستان                        |
| دانشگاه صنعتی                         | جواد واثقی امیری        | ۱۳۹۲–۱۴۰۰   | دانشگاه تربیت مدرس                              |
| دانشگاه صنعتی                         | بهرام عزیزاله گنجی      | ۱۴۰۳–۱۴۰۰   | دانشگاه ملی مالزی                               |
| دانشگاه صنعتی                         | سید محمود ربیعی         | ۱۴۰۳–تاکنون | دانشگاه صنعتی امیر کبیر                         |

## دانشکده‌ها و رشته‌ها

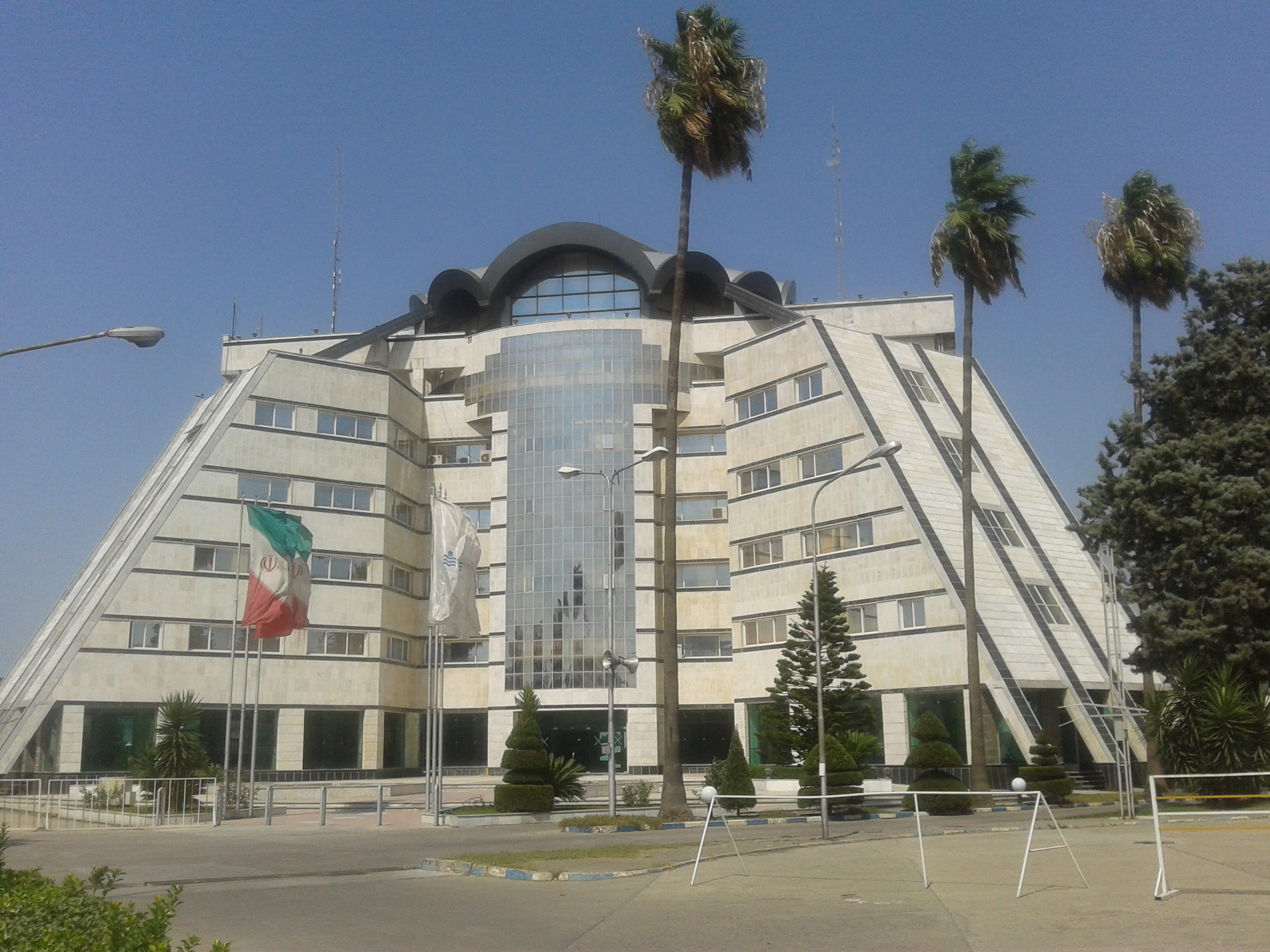
ساختمان اداری دانشگاه نوشیروانی بابل

دانشگاه صنعتی نوشیروانی بابل شامل شش دانشکدهٔ اصلی است . دانشکده مهندسی مکانیک، دانشکده مهندسی مواد و صنایع، دانشکده مهندسی شیمی، دانشکده مهندسی برق و کامپیوتر شامل رشته‌های مهندسی برق و مهندسی کامپیوتر، دانشکده مهندسی عمران شامل رشته‌های مهندسی عمران و نقشه‌برداری و مهندسی معماری، دانشکده علوم پایه شامل دروس ریاضیات، فیزیک و شیمی است. رشته‌های دانشگاه بیشتر در مقاطع کارشناسی و کارشناسی ارشد و در برخی رشته‌ها تا مقطع دکترا ارائه می‌شوند.

## دانشکده مهندسی مکانیک
در این دانشکده رشتهٔ مهندسی مکانیک تا مقطع دکترا ارائه می‌شود. کادر اعضاء هیئت علمی این دانشکده مشتمل بر 30 عضو ثابت (11 استاد، 12دانشیار، 6 استادیار و 1 مربی) می‌باشد.

### چهره‌های برجستهٔ این دانشکده
- پروفسور داوود دومیری گنجی، چهره ماندگار استان مازندران، دانشمند برتر جهان و ریاست اسبق بنیاد ملی نخبگان استان مازندران[۲۷]
- پروفسور مفید گرجی بندپی چهره ماندگار استان مازندران در سال ۱۳۹۰.
- بر اساس گزارش پایگاه استنادی علوم جهان اسلام در سال ۱۳۹۸، چند تن از اعضای هیئت علمی این دانشگاه در زمره نویسندگان یک درصد برتر ایرانی قرار گرفته‌اند: «دکتر داود دومیری گنجی، دکتر مفید گرجی بندپی، دکتر موسی فرهادی، دکتر احمد رحیم پور و دکتر علی اکبر رنجبر».[۲۸]

### مقاطع آموزشی و گرایش‌ها
| کارشناسی                 | کارشناسی ارشد                                                           | دکتری                                  |
| مکانیک ساخت و تولید دریا | تبدیل انرژی طراحی کاربردی مکاترونیک ساخت و تولید معماری کشتی- سازه کشتی | تبدیل انرژی طراحی کاربردی ساخت و تولید |

## دانشکده مهندسی شیمی
در این دانشکده رشته مهندسی شیمی با گرایش‌های طراحی فرایندهای صنایع نفت و گاز و بیوتکنولوژی تا مقطع کارشناسی، در مقطع کارشناسی ارشد گرایش‌های بیوتکنولوژی، طراحی فرایند، فرایندهای جداسازی، ترموسینتیک و کاتالیست و همچنین در مقطع دکتری گرایش‌های فرایندهای جداسازی، ترموسینتیک و کاتالیست، پلیمر و بیوتکنولوژی ارائه می‌شود. کادر اعضاء هیئت علمی این دانشکده مشتمل بر ۲۱ عضو ثابت (۵ استاد، ۷ دانشیار، ۸ استادیار و ۱ مربی) می‌باشد.
افتخارات
از افتخارات این دانشکده می‌توان به موارد زیر اشاره کرد:
- کسب مقام چهارم کشوری در مسابقات ملی کمیکار توسط تیم تیرنگ به سرپرستی دکتر سید مرتضی حسینی در سال 1391
- کسب رتبه اول کنکور سراسری کارشناسی ارشد سال ۱۳۹۳ مهندسی شیمی (گرایش بیوتکنولوژی) توسط رضا مهدوی

### چهره‌های برجستهٔ این دانشکده
- محسن جهانشاهی دارنده نشان ملی درجه سه پژوهش[۲۹] و ریاست سابق بنیاد ملی نخبگان استان مازندران[۳۰] و معاونت فعلی پژوهش و فناوری دانشگاه فنی و حرفه ای کل کشور
- قاسم نجف پور مؤلف کتاب برتر سال ۱۳۸۷ در بخش فنی مهندسی و علوم کاربردی[نیازمند منبع]

## دانشکده مهندسی برق و کامپیوتر
در این دانشکده رشته‌های مهندسی برق (گرایش‌های الکترونیک، قدرت، کنترل و مخابرات) و مهندسی پزشکی تا مقطع دکترا و رشتهٔ مهندسی کامپیوتر (گرایش‌های نرم‌افزار و معماری کامپیوتر) تا مقطع کارشناسی ارشد ارائه می‌شود. کادر اعضاء هیئت علمی این دانشکده مشتمل بر ۴۵ عضو ثابت (۴ استاد، ۸ دانشیار، ۳۰ استادیار، ۳ مربی) می‌باشد.

افتخارات
از افتخارات این دانشکده می‌توان به موارد زیر اشاره کرد:
- کسب رتبه اول کنکور سراسری کارشناسی ارشد سال ۱۳۸۹ مهندسی برق (گرایش‌های الکترونیک، مخابرات، مهندسی پزشکی و کنترل) توسط دانشجوی دانشکده
- ثبت اختراع اولین دستگاه اندازه‌گیری طول موج لیزرها در ناحیه مرئی به واسطه دیسک‌های فشرده توسط دانشجوی دانشکده مبینا رنجبر مالی دره سال ۱۳۹۲[۳۱]
- کسب رتبه اول کنکور سراسری کارشناسی ارشد سال ۱۳۹۳ مهندسی کامپیوتر (گرایش هوش مصنوعی) توسط محمد ادیبان
- ثبت اختراع اولین دستگاه کنترلی برقی دوکاره مناسب برای سرویس بهداشتی توسط مبینا رنجبر مالی دره و دکتر امیرمسعود مولائی[۳۲]
- ثبت اختراع اولین سیستم خودکار شناسایی و ثبت ورود و خروج کاربر شبکه موبایل در دنیا توسط مبینا رنجبر مالی دره و دکتر امیرمسعود مولائی و سید حجت حسینی[۳۳]

## دانشکده مهندسی عمران
در این دانشکده، به عنوان |url=http://www.civil.nit.ac.ir/Index.aspx |title=وبگاه دانشکده مهندسی عمران |accessdate=۲۷ ژانویه ۲۰۱۳ |archiveurl=https://web.archive.org/web/20130115173222/http://civil.nit.ac.ir/Index.aspx |archivedate=۱۵ ژانویه ۲۰۱۳ |dead-url=yes}}</ref>

## دانشکده مهندسی مواد و صنایع
دانشکده مهندسی مواد و صنایع شامل دو گروه آموزش مهندسی مواد و مهندسی صنایع است و در مقاطع و گرایش‌های زیر دانشجو می‌پذیرد. کادر اعضاء هیئت علمی این دانشکده مشتمل بر ۱۴ عضو ثابت (۴ دانشیار و ۱۰ استادیار) می‌باشد.
مقاطع آموزشی و گرایش‌ها:
| کارشناسی     | کارشناسی ارشد     | دکتری                                                        |          |
| مهندسی مواد  | مهندسی و علم مواد | · شناسایی و انتخاب مواد · نانو مواد                          | علم مواد |
| مهندسی صنایع | مهندسی صنایع      | · بهینه‌سازی سیستم‌ها · لجستیک و زنجیره تأمین · سیستم‌های سلامت |          |

## دانشکده علوم پایه
در این دانشکده رشته ریاضیات و کاربردها و فیزیک مهندسی در مقطع کارشناسی، فیزیک (بنیادی و اتمی مولکولی)، شیمی (تجزیه و آلی) و ریاضی محض (جبر و آنالیز و کاربردی) در مقطع کارشناسی ارشد ارائه می‌شود. کادر اعضاء هیئت علمی این دانشکده مشتمل بر ۲۸ عضو ثابت می‌باشد. دانشکده علوم پایه دارای آزمایشگاه های مجهز شیمی آلی، شیمی تجزیه و لیزر می باشد.

### افتخارات
از افتخارات این دانشکده می‌توان به موارد زیر اشاره کرد:
- کسب مقام چهارم هشتمین دوره مسابقات کشوری کمیکار و راهیابی به مسابقات جهانی توسط تیم سیمرغ به سرپرستی رضا خانبابایی. سال ۱۳۹۲[نیازمند منبع]
- کسب مقام ششم هشتمین دوره مسابقات کشوری کمیکار و راهیابی به مسابقات جهانی توسط تیم اُکسین به سرپرستی محمد اسدالهی بابلی. سال ۱۳۹۲[۳۶]

## پژوهشکده فناوری نانو
در سال ۱۳۸۵ آزمایشگاه تحقیقاتی نانو بیوتکنولوژی در دانشگاه صنعتی (نوشیروانی) بابل تأسیس شد. با انجام فعالیت‌های علمی و تحقیقاتی، این گروه تحقیقاتی در تاریخ ۱۲/۱۲/۱۳۸۷ به گروه پژوهشی نانوبیوتکنولوژی تبدیل شد. با تداوم و استمرار فعالیت‌های علمی، پژوهشی و تحقیقاتی در این مرکز، گروه پژوهشی نانوبیوتکنولوژی در سال ۱۳۸۹ یکبار دیگر ارتقا پیدا کرده و به پژوهشکده فناوری نانو تبدیل شد.
در این پژوهشکده، گروه‌های نانوبیوتکنولوژی، نانو غشاء و نانومحاسباتی وجود دارد که مجهز به آزمایشگاه‌های مختلفی در این زمینه می‌باشند. از جمله اهداف و زمینه‌های تحقیقاتی این پژوهشکده می‌توان به شناسایی پتانسیل‌های کاربردی مواد نانوساختار، ابزارهای نانویی و نانوسامانه‌ها (نانوسیستم‌ها) در صنایع مختلف کشور از قبیل پزشکی، دارویی، دفاعی، محیط زیست و پتروشیمی اشاره کرد. کادر علمی این پژوهشکده مشتمل بر ۴۰ عضو ثابت (۶ استاد، ۷ دانشیار، ۸ استادیار و ۲۰ دانشجوی تحصیلات تکمیلی) می‌باشد.
پژوهشگران دانشگاه صنعتی نوشیروانی بابل در اردیبهشت ۱۳۹۲ موفق به ارائه و معرفی راه‌های ارتباط بین فناوری نانو و علوم اعصاب به یکدیگر شده و روشی برای ردیابی پیام رسان‌ها در مغز شدند.
در سال ۱۳۹۷ ربات تلگرام پژوهشکده فناوری نانو، به عنوان تنها ربات تخصصی حوزه فناوری نانو توسط حافظ راعی بایگانی‌شده  در ۲۵ آوریل ۲۰۲۰ توسط Wayback Machine، از اعضای پژوهشکده فناوری نانو طراحی و در وبسایت ایران نانو بایگانی‌شده  در ۲ فوریه ۲۰۱۷ توسط Wayback Machine رونمایی گردید.
پژوهشکده فناوری نانو در سال ۱۳۹۸ طی حکمی از جانب وزیرعلوم به عنوان قطب علمی فناوری نانو در آب کشور انتخاب شد و در تاریخ ۱۵ اردیبهشت سال ۱۳۹۸ دکتر محسن جهانشاهی با کسب اکثریت آرا به عنوان رئیس این قطب علمی انتخاب گردید.

## امکانات رفاهی
امکانات خوابگاهی:
- خوابگاه امینیان (پسرانه):جنب دانشگاه قرار دارد. متشکل از ۳ بلوک و دارای حیاط وسیع و سرسبز و امکانات ورزشی همچون باشگاه بدنسازی، سالن پینگ پنگ، زمین فوتبال و والیبال، یک اتاق مجهز به ماشین لباسشویی و یک بوفه. در تمامی اتاق‌ها اینترنت وای فای، یخچال، پنکه، شوفاژ، موکت، تشک، میز و حداقل دو صندلی موجود است.
  - بلوک ۱: دانشجویان کارشناسی سال اولی، سه طبقه، دارای یک مجموعه حمام مشترک، نمازخانه، دو آشپزخانه و ۶ سرویس بهداشتی مشترک در هر طبقه، تمامی اتاق‌ها چهارنفره با فضای محدود و فاقد بالکن هستند.
  - بلوک ۲: سایر دانشجویان کارشناسی، متشکل از اتاق‌های ۲ و ۶ نفره، سه طبقه، نمازخانه، یک مجموعه حمام مشترک و سالن مطالعه و اتاق کامپیوتر (بلا استفاده)، هر طبقه دارای دو آشپزخانه و دستشویی‌های مشترک، اکثر اتاق‌های طبقات دوم و سوم دارای بالکن
  - بلوک ۳: دانشجویان تحصیلات تکمیلی، دارای یک سالن مطالعه، نمازخانه، تمامی اتاق‌ها ۴ نفره و مجهز به کولر، چهار طبقه، هر طبقه دارای دو آشپزخانه و حمام و دستشویی اشتراکی است، تمامی اتاق‌ها دارای بالکن هستند (حتی طبقه اول)
- خوابگاه ریحانه (دخترانه): جنب دانشگاه قراردارد و از یک بلوک ساختمان تشکیل شده‌است.
- خوابگاه کوثر (دخترانه): از دانشگاه فاصله دارد.

اینترنت :
در این دانشگاه برای تمامی دانشجویان اینترنت رایگان در نظر گرفته شده که در محیط خوابگاه و پردیس دانشگاه قابل دسترس است. حجم و سرعت اینترنت به مقطع تحصیلی دانشجویان بستگی دارد.
تغذیه:
در پردیس دانشگاه دو بوفه موجود است (دخترانه و پسرانه) و در هرکدام از خوابگاه‌های امینیان و ریحانه و کوثر نیز بوفه وجود دارد. سلف سرویس دانشگاه به غیر از جمعه‌ها در تمام روزهای هفته دارای غذای قابل رزرو بوده و برای هر نوبت ناهار یا شام دو نوع غذا وجود دارد که دانشجویان بنا به سلیقه می‌توانند رزرو نمایند. در ایام ماه مبارک رمضان دو وعده افطار و سحر صرف می‌شود و کیفیت و حجم غذاها دراین ماه بهبود چشمگیری پیدا می‌کند.
بهداشت و درمان:
در مرکز بهداشت و درمان دانشگاه مطب پزشک عمومی و دندانپزشک قرار داشته همچنین تعدادی روانشناس نیز به دانشجویان خدمت رسانی می‌کنند.